# Pastritzkanal
Der Pastritzkanal, früher Tauser Mühlbach (tschechisch Teplobystřický kanál bzw. náhon Teplé Bystřice) ist ein ehemals 16 Kilometer langer Kanal in Tschechien, der die Teplá Bystřice (Warme Pastritz) über die Europäische Hauptwasserscheide mit der Zubřina verbindet. Das 1571 errichtete Bauwerk diente sowohl der Wasserzufuhr in die Stadt Domažlice wie auch der Nutzung der Wasserkraft. Es ist heute auf einer Länge von acht Kilometern erhalten und gilt als Technisches Denkmal.

## Geographie
Der Pastritzkanal fasst am Osthang des Čerchov das Wasser im Quellgebiet der Teplá Bystřice (Warme Pastritz). Der Kanal verläuft zunächst im Bett der Teplá Bystřice nach Südosten bis zum Sattel am Hochberg. Dort wird der Kanal in einer Höhe von 541 m n.m. linksseitig von der Teplá Bystřice abgeleitet⊙ und am südlichen Fuße des Hügels Na Podkově (Am Hufeisen; 588 m n.m.) vorbei über die Europäische Hauptwasserscheide zwischen Donau und Elbe nach Osten geführt. Nördlich des Rašín-Steines (Rašínův kámen) mündet der Kanal in die Bystřice (Pastritz) ein. Westlich des Sedlácko (630 m n.m.) wird der Pastritzkanal rechtsseitig aus der Bystřice abgeleitet und in ca. 150–200 m Entfernung parallel zum Bach mit nördlicher Richtung durch dessen Tal geleitet. Neben der Bahnstrecke Plzeň–Furth im Wald fließt der Kanal hinter dem Felstisch Čertův kámen (Teufelsstein) nach Babylon, wo er elfmal unter der Eisenbahn durchgeleitet wird. Vorbei am Haltepunkt Babylon und dem Hotel Praha führt der Kanal östlich der Teiche Babylonský rybník, Černý rybník und Hadrovec durch die Wälder am Hang des Okrouhlík und der Na Hlavě (533 m). Östlich des Gleisdreiecks führte der Kanal bis 1984 bei Hadrovec auf einem hölzernen Aquädukt über die Bahnstrecke Plzeň–Furth im Wald nach Na Pile, wo er sich an der Staatsstraße I/26 zwischen Horšovský Týn und Furth im Wald mit einem kleinen Bach kreuzt und danach nach Valcha führt. Dort mündet der Pastritzkanal heute nach acht Kilometern in die Zubřina. Ursprünglich verlief der Kanal linksseitig der Zubřina weiter über Na Cihelně, Havlovice und die Obere Vorstadt (Hořejší Předměstí) nach Domažlice, wo er zunächst in die Stadtbefestigungsgräben und danach in die Zubřina floss.

## Geschichte
Der Tauser Mühlbach bzw. Tauser Mühlgraben wurde im Jahre 1571 mit Bewilligung des Kaisers Maximilian II. angelegt, um die Stadt Taus mit Trink- und Löschwasser zu versorgen. Außerdem diente sein Wasser zur Befüllung der städtischen Schutzgräben. Zugleich wurde der Graben bei Hawlowitz und Taus zum Antrieb mehrerer Mühlen sowie zur Wasserversorgung einer Gerberei, einer Färberei, einer Glasschleiferei, der städtischen Walkmühle und einer Sägemühle genutzt. Geführt wurde der etwa einen Meter breite Graben unter Ausnutzung des Geländeniveaus mit sehr geringem Gefälle.
Der Bau der Bahnstrecke Pilsen–Furth im Wald, die im Jahre 1860 zwischen Böhmisch Kubitzen und Hadrovec am gleichen Hang wie der Graben durch das Pastritztal angelegt wurde, machte zahlreiche Regulierungen des Grabens erforderlich. Insgesamt elfmal musste der Graben hier unter der Bahntrasse durchgeleitet werden, davon in sieben steinernen Durchlasstunneln. Eine besondere technische Herausforderung stellte die erneute Kreuzung mit der Bahntrasse östlich von Hadrovec bei der heutigen Abzweigstelle Pasečnice dar, wo die Eisenbahn unter dem Niveau des Grabens verlief. Die Überführung des Grabens über die Bahntrasse nach Schleife (Na Pile) erfolgte mittels eines 32 Meter langen hölzernen Aquäduktes, das als technisches Meisterwerk galt. 
Im Laufe des 20. Jahrhunderts verlor der untere Kanalabschnitt zwischen Havlovice und Domažlice seine Bedeutung, da die Stadt ihr Trinkwasser anderweitig bezog und auch Handwerksbetriebe am Kanal anstelle der Wasserkraft Elektroenergie zum Betrieb verwendeten oder auch ihren Betrieb gänzlich eingestellt hatten. Dies hatte zur Folge, dass der Kanal zwischen Valcha und Havlovice sowie in Domažlice aufgegeben wurde. Auf dem dadurch abgetrennten Abschnitt zwischen Havlovice und dem Krankenhaus in der Oberen Vorstadt von Domažlice ist er noch erhalten, wird jedoch nur noch durch einige zufließende kleine Bäche gespeist. Die Einleitung in die Zubřina erfolgte nunmehr an der alten Walkmühle (Valcha).
Zwischen 1983 und 1984 wurde der baufällig gewordene Aquädukt baupolizeilich gesperrt und der Kanal parallel zur Bahntrasse nach Nordosten geleitet, wo er in 539 m n.m.⊙ am Hügel Zelenov in die Zubřina einmündet. Damit wurde auch der Abschnitt zwischen Na Pile und Valcha vom Kanal abgetrennt; er blieb erhalten und wird durch einen kleinen Bach bewässert.
Das hölzerne Aquädukt wurde wenig später abgerissen. Derzeit wird der Wiederaufbau des Aquädukts vorbereitet.